# Taça de Portugal 2024/25
Die Taça de Portugal 2024/25 war die 85. Austragung des portugiesischen Pokalwettbewerbs. Er wird vom portugiesischen Fußballverband ausgetragen. Titelverteidiger ist der FC Porto.
Insgesamt nahmen 147 Mannschaften teil. In der ersten Runde wurden 74 Vereine ab der dritten Liga abwärts in neun regionale Gruppen eingeteilt. Dies ermöglichte kürzere Reisen und verbesserte die Spiele mit größerer regionaler Rivalität. 39 weitere Vereine erhielten ein Freilos und starteten in der zweiten Runde.
Die 16 Mannschaften aus der zweitklassigen Liga Portugal 2 (ohne Reservemannschaften), die in der zweiten Runde einstiegen, mussten gemäß der Wettbewerbsbestimmungen auswärts antreten. Das Gleiche galt für die 18 Teams der Primeira Liga in der dritten Runde. Ab der vierten Runde wurde dann ohne Beschränkungen gelost.
Alle Begegnungen bis auf das Halbfinale (Hin- und Rückspiel) wurden in einer Partie entschieden. Bei unentschiedenem Ausgang wurde das Spiel um zweimal 15 Minuten verlängert, und wenn nötig im anschließenden Elfmeterschießen entschieden.

## Teilnehmende Teams
| Primeira Liga (18) | Primeira Liga (18) | Liga Portugal 2 (16) | Liga Portugal 2 (16) |
| --- | --- | --- | --- |
| - AVS Futebol SAD - FC Arouca - Casa Pia AC - Benfica Lissabon - Sporting Braga - Boavista Porto - GD Estoril Praia - CF Estrela Amadora - Gil Vicente FC                                                   | - FC Famalicão - SC Farense - Moreirense FC - Nacional Funchal - FC Porto - Rio Ave FC - CD Santa Clara - Sporting Lissabon - Vitória Guimarães                                                                            | - Académico de Viseu FC - FC Alverca - GD Chaves - CD Feirense - FC Felgueiras - Leixões SC - CD Mafra - Marítimo Funchal | - UD Oliveirense - FC Paços de Ferreira - FC Penafiel - Portimonense SC - CD Tondela - União Leiria - SC União Torreense - FC Vizela |
| Liga 3 (18) | | | |
| - Académica de Coimbra - Anadia FC - Amarante FC - Atlético CP * - Belenenses Lissabon | - Caldas SC - SC Covilhã * - SU 1º Dezembro * - AD Fafe - SC Lusitânia * | - Lusitânia Lourosa - FC Oliveira Hospital * - AD Sanjoanense - UD Santarém | - SC São João de Ver - CD Trofense * - Varzim SC * - Länk FC Vilaverdense |
| Campeonato de Portugal (52) | | | |
| Gruppe A (13) | Gruppe B (13) | Gruppe C (13) | Gruppe D (13) |
| - Atlético Arcos * - GD Bragança * - Brito SC - Dumiense FC - GD Joane - AD Limianos - USC Paredes * - Pevidém SC * - Rebordosa AC - GDRC Os Sandinenses * - FC Tirsense * - SC Vianense - SC Vila Real     | - FC Alpendorada * - SC Beira-Mar - AD Camacha * - CD Cinfães - SC Coimbrões * - Gondomar SC * - Guarda FC - Leça FC - AD Machido * - AD Marco 09 - SC Régua - SC Salgueiros - União Lamas                                 | - CD Alcains * - Arronches e Benfica - Benfica e Castelo Branco - O Elvas CAD * - CD Fátima * - CF Marialvas * - AC Marinhense * - Mortágua FC - GD Peniche * - CA Pêro Pinheiro * - Sertanense FC - Sporting Pombal - União de Coimbra | - Amora FC * - FC Barreirense * - União Futebol Comércio e Indústria - Estrela Vendas Novas - GD Fabril do Barreiro * - GD Lagoa * - Louletano DC - Lusitano GC Évora * - LGC Moncarapachense - Moura AC - CD Operário - FC Serpa - Sport União Sintrense * |
| Distrikte (43) | | | |
| - Abrantes Benfica - Académico Fundão - Aliança Gandra - CF Benfica - SU Cardielense - FC Castrense * - Desportivo de Monção * - Eléctrico FC * - CF Esperança Lagos - CD Estarreja - SC Ferreira do Zêzere | - FC Ferreiras * - CF Os Gavionenses - Ginásio Clube Figueirense - Juventude Gaula - Juventude Lajense * - Juventude Pedras Salgadas - CD Lajense * - CA Macedo de Cavaleiros - AD Machico - FC Madalena - FC Maia Lidador | - SC Maria da Fonte - CD Montijo * - GD Oliveira de Frades - AD Ovarense - ADRC Pedrogão - GD Portel - CD Praia Milfontes - CD Rabo Peixe * - Recreativo Grandolense - GD Resende - SG Sacavenense                                      | - GD São Roque - UD Tocha * - União Desportiva da Serra - GD Valpaços - ID Vieirense - GD Velense - SC Viana Alentejo - Vieira SC - CCDR Vila Cortêz Mondego - FC Vinhais                                                                                   |

## 1. Runde
Teilnehmer waren 18 Vereine aus der Liga 3, 52 Vereine aus der viertklassigen Campeonato de Portugal und 43 Vereine der Distriktverbände. Davon erhielten insgesamt 39 Vereine ein Freilos. Reservemannschaften von Profiklubs waren nicht teilnahmeberechtigt.

### Série A
| Datum      |                   | Ergebnis |                           |
| ---------- | ----------------- | -------- | ------------------------- |
| 08.09.2024 | SC Maria da Fonte | 2:1      | SU Cardielense            |
| 08.09.2024 | SC Vianense       | 2:1      | FC Vinhais                |
| 08.09.2024 | Dumiense FC       | 2:3      | Länk FC Vilaverdense      |
| 08.09.2024 | GD Valpaços       | 3:5      | AD Limianos               |
| 08.09.2024 | Vieira SC         | 2:0      | Juventude Pedras Salgadas |

### Série B
| Datum      |              | Ergebnis              |                         |
| ---------- | ------------ | --------------------- | ----------------------- |
| 07.09.2024 | AD Machico   | 3:0                   | CA Macedo de Cavaleiros |
| 08.09.2024 | AD Fafe      | 1:4                   | Amarante FC             |
| 08.09.2024 | SC Vila Real | 0:0 n. V. (3:1 i. E.) | GD Joane                |
| 08.09.2024 | Brito SC     | 2:1                   | FC Maia Lidador         |

### Série C
| Datum      |                | Ergebnis              |                 |
| ---------- | -------------- | --------------------- | --------------- |
| 07.09.2024 | Rebordosa AC   | 3:0                   | Juventude Gaula |
| 08.09.2024 | Leça FC        | 2:2 n. V. (1:3 i. E.) | AD Marco 09     |
| 08.09.2024 | Aliança Gandra | 2:1 n. V.             | SC Salgueiros   |
| 15.09.2024 | GD Velense     | 1:2                   | SC Régua        |

### Série D
| Datum      |                           | Ergebnis              |                    |
| ---------- | ------------------------- | --------------------- | ------------------ |
| 07.09.2024 | AD Ovarense               | 1:1 n. V. (6:7 i. E.) | SC São João de Ver |
| 07.09.2024 | Ginásio Clube Figueirense | 0:5                   | AD Sanjoanense     |
| 07.09.2024 | Lusitânia Lourosa         | 2:1                   | União Lamas        |
| 08.09.2024 | CD Cinfães                | 3:0                   | GD Resende         |

### Série E
| Datum      |                          | Ergebnis              |              |
| ---------- | ------------------------ | --------------------- | ------------ |
| 07.09.2024 | Guarda FC                | 5:4 n. V.             | CD Estarreja |
| 08.09.2024 | União de Coimbra         | 2:2 n. V. (4:2 i. E.) | SC Beira-Mar |
| 08.09.2024 | CCDR Vila Cortêz Mondego | 2:4 n. V.             | Anadia FC    |
| 08.09.2024 | GD Oliveira de Frades    | 0:3                   | Mortágua FC  |

### Série F
| Datum      |                       | Ergebnis |                          |
| ---------- | --------------------- | -------- | ------------------------ |
| 07.09.2024 | Académica de Coimbra  | 2:0      | Benfica e Castelo Branco |
| 08.09.2024 | SC Ferreira do Zêzere | 2:0      | Académico Fundão         |
| 08.09.2024 | ADRC Pedrogão         | 1:3      | Sporting Pombal          |
| 08.09.2024 | ID Vieirense          | 1:4      | Sertanense FC            |

### Série G
| Datum      |                   | Ergebnis |                           |
| ---------- | ----------------- | -------- | ------------------------- |
| 07.09.2024 | UD Santarém       | 2:0      | SG Sacavenense            |
| 08.09.2024 | Abrantes Benfica  | 0:2      | CD Operário               |
| 08.09.2024 | CF Os Gavionenses | 0:3      | Arronches e Benfica       |
| 08.09.2024 | Caldas SC         | 1:0      | União Desportiva da Serra |

### Série H
| Datum      |                   | Ergebnis  |                                    |
| ---------- | ----------------- | --------- | ---------------------------------- |
| 08.09.2024 | FC Madalena       | 0:2       | Estrela Vendas Novas               |
| 08.09.2024 | GD São Roque      | 1:2 n. V. | SC Lusitânia                       |
| 08.09.2024 | SC Viana Alentejo | 1:2       | Belenenses Lissabon                |
| 08.09.2024 | CF Benfica        | 4:3 n. V. | União Futebol Comércio e Indústria |

### Série I
| Datum      |                     | Ergebnis |                        |
| ---------- | ------------------- | -------- | ---------------------- |
| 08.09.2024 | LGC Moncarapachense | 3:0      | Recreativo Grandolense |
| 08.09.2024 | Louletano DC        | 3:0      | CF Esperança Lagos     |
| 08.09.2024 | Moura AC            | 1:0      | GD Portel              |
| 08.09.2024 | CD Praia Milfontes  | 0:5      | FC Serpa               |

## 2. Runde
Zu den 37 Siegern der 1. Runde kamen die 39 Teams mit Freilos und 16 Vereine aus der Liga Portugal 2. Diese mussten auswärts antreten. Reservemannschaften von Profiklubs waren nicht teilnahmeberechtigt.
| Datum      |                       | Ergebnis              |                       |
| ---------- | --------------------- | --------------------- | --------------------- |
| 20.09.2024 | SU 1º Dezembro        | 2:1                   | UD Oliveirense        |
| 21.09.2024 | Anadia FC             | 3:0                   | CD Rabo Peixe         |
| 21.09.2024 | SC Vianense           | 1:3                   | Portimonense SC       |
| 21.09.2024 | Pevidém SC            | 2:1 n. V.             | Marítimo Funchal      |
| 21.09.2024 | CD Lajense            | 0:1                   | SC Maria da Fonte     |
| 21.09.2024 | CD Montijo            | 1:2                   | CD Mafra              |
| 21.09.2024 | FC Tirsense           | 2:0                   | Vieira SC             |
| 21.09.2024 | AD Camacha            | 0:2                   | União Leiria          |
| 21.09.2024 | UD Tocha              | 1:4                   | FC Penafiel           |
| 21.09.2024 | Académica de Coimbra  | 0:1 n. V.             | SC União Torreense    |
| 22.09.2024 | GD Peniche            | 0:2                   | FC Paços de Ferreira  |
| 22.09.2024 | GD Lagoa              | 2:0                   | União de Coimbra      |
| 22.09.2024 | Varzim SC             | 3:0                   | FC Ferreiras          |
| 22.09.2024 | Juventude Lajense     | 2:1                   | GD Fabril do Barreiro |
| 22.09.2024 | Amora FC              | 1:0                   | FC Felgueiras         |
| 22.09.2024 | SC Coimbrões          | 2:3                   | FC Alverca            |
| 22.09.2024 | Moura AC              | 4:2                   | FC Castrense          |
| 22.09.2024 | USC Paredes           | 3:2                   | Länk FC Vilaverdense  |
| 22.09.2024 | AC Marinhense         | 0:0 n. V. (2:4 i. E.) | Caldas SC             |
| 22.09.2024 | Lusitano Évora 1911   | 1:1 n. V. (3:2 i. E.) | Académico de Viseu FC |
| 22.09.2024 | LGC Moncarapachense   | 2:1                   | Louletano DC          |
| 22.09.2024 | Atlético CP           | 3:0                   | Mortágua FC           |
| 22.09.2024 | SC Ferreira do Zêzere | 1:2 n. V.             | GDRC Os Sandinenses   |
| 22.09.2024 | Académica de Coimbra  | 1:2 n. V.             | Atlético Arcos        |
| 22.09.2024 | Gondomar SC           | 1:0                   | Aliança Gandra        |
| 22.09.2024 | CF Marialvas          | 2:1                   | CD Tondela            |
| 22.09.2024 | FC Oliveira Hospital  | 2:0                   | AD Machico            |
| 22.09.2024 | FC Alpendorada        | 3:0                   | Sertanense FC         |
| 22.09.2024 | Guarda FC             | 0:1                   | Leixões SC            |
| 22.09.2024 | Rebordosa AC          | 2:1                   | GD Bragança           |
| 22.09.2024 | AD Marco 09           | 0:0 n. V. (1:4 i. E.) | O Elvas CAD           |
| 22.09.2024 | CA Pêro Pinheiro      | 1:0                   | CD Feirense           |
| 22.09.2024 | Arronches e Benfica   | 0:1                   | SC Vila Real          |
| 22.09.2024 | Sport União Sintrense | 2:1                   | Estrela Vendas Novas  |
| 22.09.2024 | Brito SC              | 0:0 n. V. (6:5 i. E.) | CD Operário           |
| 22.09.2024 | CD Alcains            | 4:1                   | CF Benfica            |
| 22.09.2024 | SC Covilhã            | 4:0                   | Sporting Pombal       |
| 22.09.2024 | Eléctrico FC          | 0:2                   | Amarante FC           |
| 22.09.2024 | AD Limianos           | 0:2                   | GD Chaves             |
| 22.09.2024 | CD Cinfães            | 3:2 n. V.             | FC Barreirense        |
| 22.09.2024 | SC São João de Ver    | 1:0                   | FC Serpa              |
| 22.09.2024 | SC Lusitânia          | 4:3 n. V.             | SC Régua              |
| 22.09.2024 | UD Santarém           | 2:1                   | Desportivo de Monção  |
| 22.09.2024 | CD Fátima             | 0:0 n. V. (2:4 i. E.) | AD Sanjoanense        |
| 22.09.2024 | Lusitânia Lourosa     | 2:1                   | FC Vizela             |
| 22.09.2024 | Belenenses Lissabon   | 3:0                   | CD Trofense           |

## 3. Runde
Zu den 46 Siegern der 2. Runde kamen die 18 Vereine der Primera Liga hinzu. Diese mussten auswärts antreten.
| Datum      |                       | Ergebnis              |                     |
| ---------- | --------------------- | --------------------- | ------------------- |
| 18.10.2024 | Portimonense SC       | 1:2                   | Sporting Lissabon   |
| 19.10.2024 | Belenenses Lissabon   | 0:2                   | Gil Vicente FC      |
| 19.10.2024 | Atlético CP           | 1:3 n. V.             | Rio Ave FC          |
| 19.10.2024 | Amora FC              | 0:5                   | Casa Pia AC         |
| 19.10.2024 | UD Santarém           | 1:2                   | Moreirense FC       |
| 19.10.2024 | Gondomar SC           | 0:1                   | CD Santa Clara      |
| 18.10.2024 | Amarante FC           | 6:1                   | Juventude Lajense   |
| 18.10.2024 | FC Oliveira Hospital  | 1:0                   | CD Mafra            |
| 19.10.2024 | Caldas SC             | 1:2                   | FC Tirsense         |
| 19.10.2024 | FC Paços de Ferreira  | 1:3                   | Vitória Guimarães   |
| 19.10.2024 | Anadia FC             | 1:3 n. V.             | CF Estrela Amadora  |
| 19.10.2024 | SU 1º Dezembro        | 1:2                   | Sporting Braga      |
| 19.10.2024 | Pevidém SC            | 0:2                   | Benfica Lissabon    |
| 20.10.2024 | AD Sanjoanense        | 2:4                   | SC Farense          |
| 20.10.2024 | Brito SC              | 1:0                   | Moura AC            |
| 20.10.2024 | FC Alverca            | 3:0                   | CA Pêro Pinheiro    |
| 20.10.2024 | O Elvas CAD           | 3:2 n. V.             | SC União Torreense  |
| 20.10.2024 | CF Marialvas          | 1:2                   | Rebordosa AC        |
| 20.10.2024 | Lusitano Évora 1911   | 0:0 n. V. (4:3 i. E.) | GD Estoril Praia    |
| 20.10.2024 | União Leiria          | 2:1                   | Nacional Funchal    |
| 20.10.2024 | SC Maria da Fonte     | 0:5                   | FC Arouca           |
| 20.10.2024 | Leixões SC            | 2:1                   | CD Alcains          |
| 20.10.2024 | GD Lagoa              | 0:2                   | FC Famalicão        |
| 20.10.2024 | SC São João de Ver    | 4:1                   | USC Paredes         |
| 20.10.2024 | FC Alpendorada        | 1:2 n. V.             | CD Cinfães          |
| 20.10.2024 | SC Vila Real          | 2:0                   | Atlético Arcos      |
| 20.10.2024 | SC Covilhã            | 3:2                   | LGC Moncarapachense |
| 20.10.2024 | GD Chaves             | 2:0                   | Lusitânia Lourosa   |
| 20.10.2024 | GDRC Os Sandinenses   | 0:2                   | AVS Futebol SAD     |
| 20.10.2024 | Sport União Sintrense | 0:3                   | FC Porto            |
| 20.10.2024 | Varzim SC             | 1:0                   | Boavista Porto      |
| 21.10.2024 | FC Penafiel           | 2:3 n. V.             | SC Lusitânia        |

## 4. Runde
Ab dieser Runde wurden die Paarungen ohne Beschränkung der Ligazugehörigkeit gelost.
| Datum      |                      | Ergebnis        |                    |
| ---------- | -------------------- | --------------- | ------------------ |
| 22.11.2024 | Sporting Lissabon    | 6:0             | Amarante FC        |
| 23.11.2024 | SC Lusitânia         | 0:2             | SC São João de Ver |
| 23.11.2024 | FC Alverca           | 2:2 (2:4 i. E.) | Rio Ave FC         |
| 23.11.2024 | FC Arouca            | 1:2             | SC Farense         |
| 24.11.2024 | Lusitano Évora 1911  | 3:2             | AVS Futebol SAD    |
| 23.11.2024 | Vitória Guimarães    | 2:0             | União Leiria       |
| 23.11.2024 | Leixões SC           | 0:2             | Sporting Braga     |
| 23.11.2024 | Casa Pia AC          | 3:0             | GD Chaves          |
| 23.11.2024 | Benfica Lissabon     | 7:0             | CF Estrela Amadora |
| 24.11.2024 | FC Tirsense          | 1:0             | Brito SC           |
| 24.11.2024 | SC Vila Real         | 0:2             | Gil Vicente FC     |
| 24.11.2024 | SC Covilhã           | 2:3             | Rebordosa AC       |
| 24.11.2024 | FC Oliveira Hospital | 4:2             | CD Cinfães         |
| 24.11.2024 | FC Famalicão         | 0:1             | CD Santa Clara     |
| 24.11.2024 | Moreirense FC        | 2:1             | FC Porto           |
| 24.11.2024 | Varzim SC            | 1:2             | O Elvas CAD        |

## Achtelfinale
| Datum      |                      | Ergebnis  |                     |
| ---------- | -------------------- | --------- | ------------------- |
| 18.12.2024 | Sporting Lissabon    | 2:1 n. V. | CD Santa Clara      |
| 21.12.2024 | FC Tirsense          | 1:0       | Rebordosa AC        |
| 21.12.2024 | FC Oliveira Hospital | 1:3       | SC São João de Ver  |
| 12.01.2025 | O Elvas CAD          | 2:1       | Vitória Guimarães   |
| 12.01.2025 | Casa Pia AC          | 1:3       | Rio Ave FC          |
| 12.01.2025 | Gil Vicente FC       | 1:0       | Moreirense FC       |
| 14.01.2025 | SC Farense           | 1:3       | Benfica Lissabon    |
| 15.01.2025 | Sporting Braga       | 2:1       | Lusitano Évora 1911 |

## Viertelfinale
| Datum      |                  | Ergebnis |                    |
| ---------- | ---------------- | -------- | ------------------ |
| 06.02.2025 | Rio Ave FC       | 2:1      | SC São João de Ver |
| 25.02.2025 | O Elvas CAD      | 0:2      | FC Tirsense        |
| 26.02.2025 | Benfica Lissabon | 1:0      | Sporting Braga     |
| 27.02.2025 | Gil Vicente FC   | 0:1      | Sporting Lissabon  |

## Halbfinale
| Datum               |                   | Gesamt |                  | Hinspiel | Rückspiel |
| ------------------- | ----------------- | ------ | ---------------- | -------- | --------- |
| 03.04. / 22.04.2025 | Sporting Lissabon | 4:1    | Rio Ave FC       | 2:0      | 2:1       |
| 09.04. / 23.04.2025 | FC Tirsense       | 0:9    | Benfica Lissabon | 0:5      | 0:4       |

## Finale
| Paarung           | Benfica Lissabon – Sporting Lissabon |
| Ergebnis          | 1:3 n. V. (1:1, 0:0) |
| Datum             | 25. Mai 2025 um 18:00 Uhr |
| Stadion           | Estádio Nacional, Oeiras |
| Schiedsrichter    | Luís Godinho |
| Tore              | 0:1 Orkun Kökçü (49.) 1:1 Viktor Gyökeres (90.+12', Foulelfmeter) 1:2 Conrad Harder (99.) 1:3 Francisco Trincão (120.+1') |
| Benfica Lissabon  | Samuel Soares – Álvaro Carreras, Nicolás Otamendi , António Silva – Tomás Araújo (77. Fredrik Aursnes), Orkun Kökçü (69. Renato Sanches), Florentino, Samuel Dahl (103. Ángel Di María) – Bruma (90.+1' Leandro Barreiro), Vangelis Pavlidis (77. Andrea Belotti), Kerem Aktürkoğlu (70. Andreas Schjelderup) Cheftrainer: Bruno Lage |
| Sporting Lissabon | Rui Silva – Jeremiah St. Juste, Gonçalo Inácio, Eduardo Quaresma (83. Iván Fresneda) – Geny Catamo (83. Geovany Quenda), Zeno Debast (58. Hidemasa Morita), Morten Hjulmand , Maxi Araújo (114. David Moreira) – Francisco Trincão, Viktor Gyökeres, Pedro Gonçalves (75. Conrad Harder) Cheftrainer: Rui Borges                      |
| Gelbe Karten      | Samuel Dahl (12.), Álvaro Carreras (53.), Orkun Kökçü (65.), Samuel Soares (114.) – Conrad Harder (78.), Maxi Araújo (86.), Morten Hjulmand (90.+2'), Geovany Quenda (101.) |